# Angraecum calceolus
Angraecum calceolus är en orkidéart som beskrevs av Louis Marie Aubert Du Petit-Thouars. Angraecum calceolus ingår i släktet Angraecum och familjen orkidéer. Inga underarter finns listade i Catalogue of Life.

## Bildgalleri

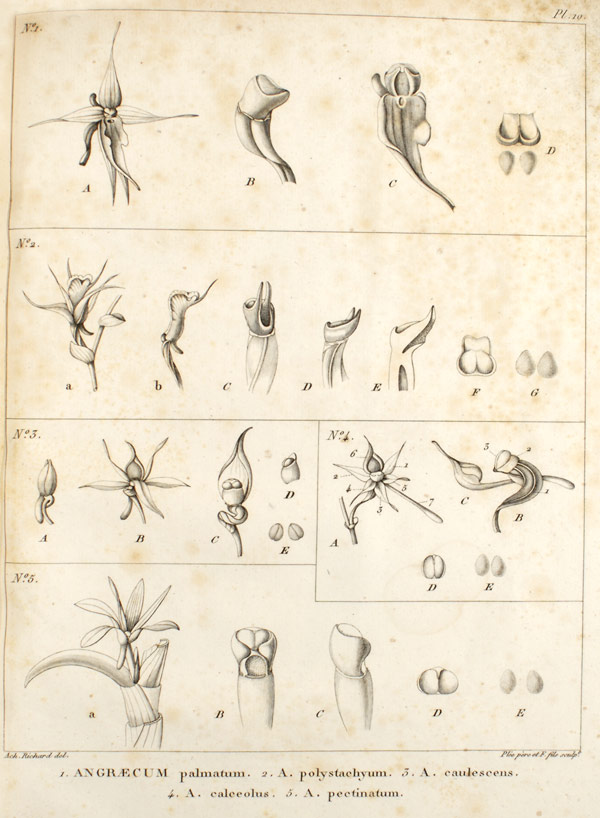